# ヴァレル
ヴァレル (ドイツ語: Varrel) は、ドイツ連邦共和国ニーダーザクセン州ディープホルツ郡に属す町村である。

## 地理
ヴァレルには、ブリュンマーロー集落およびデリーロー集落が含まれる。この町は、人口約1,700人、面積は4,383ヘクタールである。この町はキルヒドルフに行政機関を置くザムトゲマインデ・キルヒドルフに属している。

## 歴史
Varrel という地名は、低地ドイツ語で関所の要塞を意味する言葉に由来する。ヴァレルは1232年に初めて文献に記録されている。1832年に建設されたキュスターハウスは、1982年まで学校として利用され、1991年以降は文化施設となっている。1869年の大火で古いヴァレルの教会とその周辺の35棟の建物、重要な文書が焼失した。マリエン教会は1871年に建設された。1880年頃までヴァレルニは税関支所があり、その後税関となった。
第二次世界大戦後東プロイセンやシレジアからの難民、ドイツ出身者のベッサラビアの家族がこの町に移住した。

### 町村合併
1974年3月1日にデリーローがこの町に合併した。

## 行政

### 議会
ヴァレルの町議会は11議席からなる。

### 首長
ハインリヒ・フーシュテットが2011年からヴァレルの名誉職の町長を務めている。
過去の町長:
- 1974年 - 1991年: フリッツ・シュペックマン
- 1991年 - 2011年: オルトヴィン・シュティーグリッツ
- 2011年 - : ハインリヒ・フーシュテット

### 紋章
図柄: ヴァレルの紋章は波状に区切られた赤い基部の上が左右二分割されている。向かって左は青地に端まで貫く金色の十字架、向かって右は金地に青い紋章図案化された樹木。基部には金色の犂の刃。

## 文化と見所

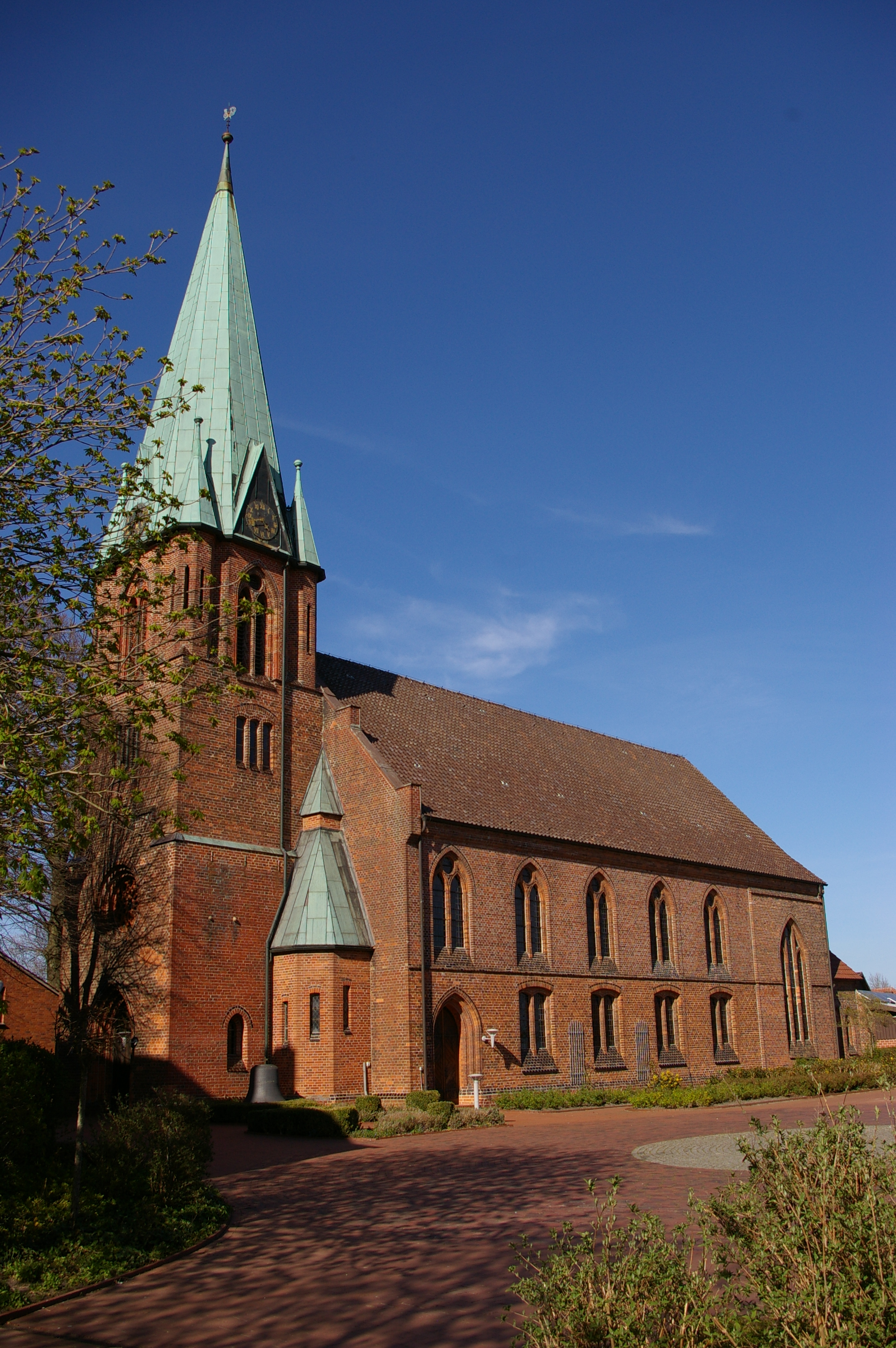
ヴァレルの聖マリエン教会

### 建築
ヴァレルの建築文化財リストには、以下の物件を含む5件が登録されている。
- 聖マリエン教会はネオゴシック様式のレンガ造りの建物である。この教会は1870/71年にコンラート・ヴィルヘルム・ハーゼ（ドイツ語版、英語版）の設計に基づいて建設された。この際、1869年に焼失した先行教会の外壁が転用された。聖杯の形をした八角形の洗礼盤は15世紀のものだが、それ以外の調度（講壇、オルガン、会衆席）は、教会が新築された時代のものである[6]。
- キュスターハウス（聖具庫）は、教会を含む町の中心部のアンサンブル内にあり、1991年からは文化イベントの会場として利用されている。元々は古い学校および聖具庫として1833年に建設された。部屋には1982年までヴァレル基礎課程学校があった。「キュスターハウスの文化協会」の主導で、この建物は1989年に徹底的な改修が行われた[7]。

## 経済と社会資本
- オーバーシューレ・ヴァレル（学校）、ヴェールブレッカー通り2番地
- ヴァレル貯蓄銀行、ホーエ通り13番地
- ヴァレル駅は鉄道ビュンデ - バッスム線の駅であった。この路線は廃線になっている。